# Stamierowszczyzna
Stamierowszczyzna (biał. Стамяроўшчына; ros. Стамеровщина) – chutor na Białorusi, w obwodzie grodzieńskim, w rejonie werenowskim, w sielsowiecie Dociszki, przy granicy z Republiką Litewską.
Dawniej okolica szlachecka. Pochodził stąd powstaniec styczniowy Piotr Jacuński, członek oddziału Ludwika Narbutta. W 1863, mając 21 lat, został skazany na 8 lat katorgi.
W dwudziestoleciu międzywojennym leżała w Polsce, w województwie nowogródzkim, w powiecie lidzkim (od 1 lipca 1926 do 19 maja 1930 w województwie wileńskim, w powiecie wileńsko-trockim), do 19 maja 1930 w gminie Koniawa, następnie w gminie Ejszyszki.